# Facundo Cabral
Facundo Cabral (La Plata, 22 maggio 1937 – Città del Guatemala, 9 luglio 2011) è stato un cantautore argentino.

## Biografia
Cabral citerà così il suo inizio nel mondo musicale:
(Facundo Cabral)
Nel 1959, gia suonava la chitarra e cantava musica folcloristica, ammirava Atahualpa Yupanqui e José Larralde, si trasferì a Mar del Plata, città balneare argentina, e iniziò a lavorare in un hotel. Il gestore dell'albergo lo vide suonare con la sua chitarra e gli diede l'opportunità di cantare, così cominciò la sua carriera dedicata alla musica. El Indio Gasparino fu il suo primo nome d'arte; successivamente si presentò con il suo vero cognome. Le sue prime registrazioni non ebbero molto successo.
Durante la Dittatura Argentina tra il 1976-1983 già era considerato un cantautore di protesta; questo lo obbligò ad abbandonare l'Argentina nel 1976 trasferendosi in Messico. Qui continuerà a comporre e fare presentazioni.
Si stima che in tour abbia raggiunto 165 paesi
Nel 1984, tornò in Argentina con il suo nome già consacrato nel mondo della musica. Tenne un concerto nello Stadio Luna Park. Continuò per Mar del Plata. Nel 1987, fece un concerto nello stadio di calcio di Ferrocarril Oeste, a Buenos Aires, con 35.000 spettatori. Il 5 di maggio del 1994, cominciò una tournée internazionale. Si presentó in concerto con Alberto Cortez nello spettacolo “Lo Cortez no quita lo Cabral” unendo humor e poesia con le canzoni che fecero diventare famosi entrambi gli artisti.

## La vita
Il giorno prima della sua nascita suo padre se ne andò di casa. Sua madre e i suoi sette fratelli vivevano in casa del nonno paterno di Facundo Cabral, che cacciò il resto della famiglia.
I suoi primi anni di vita li passò a Berisso, località adiacente a La Plata. Successivamente, la madre di Cabral emigrò coi figli in Terra del Fuoco.
All'età di 9 anni scappò di casa e scomparve quattro mesi; il suo scopo iniziale era quello di arrivare a Buenos Aires per incontrare l'allora presidente argentino Juan Domingo Perón, il presidente che "ha dato lavoro ai poveri". Dopo un lungo viaggio, arrivato nella capitale un venditore di "Fiera Franca" gli diede l'indirizzo della Casa Rosada e successivamente gli disse  "È molto difficile che ti riceva, perché i presidenti sono persone di solito occupate, ma ho letto sul giornale che la mattina del 19 novembre andrà a La Plata, perché è l'anniversario della città. Vai lì." Così andò a La Plata e il giorno dopo Cabral, essendo solo un bambino, riuscì a eludere il cordone di polizia attorno al presidente e sua moglie, Eva Duarte. Quando un agente di polizia lo afferrò, il presidente, che stava salutando verso quel lato, gli disse: -"Lascialo venire"-, fece fermare la sua auto, Facundo conversò con i coniugi. -Volevi dirmi qualcosa?-, gli domandò il presidente. -Sí, c'è lavoro?-, rispose Facundo.
In un reportage degli anni '90, confessò che Eva Perón, in questo momento disse la prima "frase ética" che ascoltò nella sua vita, e che lo avrebbe accompagnato per sempre: "finalmente, qualcuno che chiede lavoro e non elemosina". Grazie a questa conversazione sua madre ottenne un lavoro e il resto della famiglia si trasferì nella città di Tandil.
Facundo Cabral ebbe un'infanzia dura; finì in riformatorio e divenne alcolista dall'età di nove anni. Scappò e fu ripreso all'età di 14 anni per il suo carattere violento. In carcere, un sacerdote gesuita di nome Simón gli insegnò a leggere e scrivere, lo mise in contatto con la letteratura universale e gli fece portare a termine i suoi studi di educazione primaria e secondaria, che terminò in tre anni invece di dodici, periodo normale in Argentina. Un anno prima di uscire dal carcere Cabral scappò dalla prigione, con l'aiuto del parroco. Grazie a un vagabondo Cabral conobbe la religione, anche se si dichiarerà libero pensatore e non appartenente ad alcuna chiesa. Poco dopo inizierà il suo percorso di musicista e cantante.

## Morte
Fu assassinato il 9 luglio 2011 alle 5:20 del mattino, a Città del Guatemala, vittima di un attentato apparentemente diretto all'impresario Henry Fariña che conduceva il cantautore e i suoi rappresentanti all'Aeroporto Internazionale La Aurora. L'attentato fu perpetrato da vari sicari a bordo di tre veicoli e armati con fucili d'assalto nella Boulevard Liberación, che lasciarono solamente ferito l'impresario e uccisero il cantautore.

## Discografia
- Gracias a la vida
- Facundo Cabral 2
- Sentires
- Reflexiones
- La puerta abierta (con Alberto Cortez)
- Este es un nuevo dia
- Recuerdos de oro
- Lo Cortez no quita lo Cabral (con Alberto Cortez)
- El oficio de cantor
- Secreto
- Época de oro (RCA Victor/Sony-BMG Music)
- Cortezías y Cabralidades
- El Carnaval Del Mundo
- Mi Vida (con Waldo de los Ríos)
- Pateando Tachos
- Entre Dios y El Diablo
- Ferrocabral (1984, Universal Music)
- El Mundo Estaba Tranquilo Cuando Yo Nací
- No estas deprimido, estás distraído (2005)
- Cantar sólo cantar / Cabral sólo Cabral 1 (2006)
- Cantar sólo cantar / Cabral sólo Cabral 2 (2006)
- El Mundo estaba bastante tranquilo cuando yo nací
- Cabralgando
- Hombre de siempre...
- Mi Vida
- Con Waldo de los Ríos
- Pateando tachos
- Entre Dios y el Diablo